# Amira Ben Chaabane
Amira Bến Chaabane (tiếng Ả Rập: أميرة بن شعبان; sinh ngày 29 tháng 5 năm 1990 tại Tunis) là một tay kiếm saber người Tunisia; huy chương vàng tại Giải vô địch đấu kiếm châu Phi 2010. Cô đủ điều kiện tham gia nội dung cá nhân của Thế vận hội Mùa hè 2012 với tư cách là một trong những vận động viên chạy bộ hàng đầu tốt nhất của khu vực châu Phi. Cô đã bị đánh bại 15-12 trong vòng đầu tiên bởi Chen Xiaodong của Trung Quốc.